# Maison d'art de Tartu
La maison d'art de Tartu (en estonien : Tartu Kunstimaja) est un bâtiment de  Tartu en Estonie.

## Présentation
Situé au coin des rues Vanemuise tänav et Akadeemia tänav, le bâtiment abrite l'Union des artistes de Tartu, des salles d'exposition et une boutique vendant de l'art et des fournitures d'art.
Chaque année, la maison d'art organise une trentaine d'expositions.
Depuis 2020 environ, la maison compte trois galeries : la grande galerie (172 m2), la petite galerie (57 m2) et la galerie monumentale (57 m2).
Le bâtiment a été construit en 1959.